# Sidney James Webb
Sidney James Webb, I barone Passfield (Londra, 13 luglio 1859 – Liphook, 13 ottobre 1947), è stato un politico britannico.
Studioso, oltre che politico, le sue idee erano ispirate al socialismo reale; fu tra i collaboratori più attivi della Fabian Society e, coadiuvato dalla moglie Beatrice (1859-1943) divenne un punto di riferimento importante all'interno del movimento laburista inglese.
Molto attivo nell'azione politica, lo fu altrettanto nella stesura di numerosi libri inerenti al mondo del lavoro, le forme di governo, il socialismo e il comunismo.
All'interno del Partito Laburista, fu prima deputato, poi ministro, membro della Camera dei Lords, primo e unico Barone di Passfield.
Insegnò anche alla London School of Economics e fondò il settimanale New Statesman.

## Opere
- The Public Organization of the Labour Market, L'organizzazione pubblica del mercato del lavoro, 1909
- English Local Goverment, 1906-1929
- Industrial Democracy, Democrazia industriale, 1920
- Soviet Communism: a New Civilization, Il comunismo sovietico: una nuova civilizzazione, 1936